# Daisy Crossley
Daisy Crossley (gift Popple), född 1906 i Storbritannien, död 1989, var en brittisk friidrottare med gång som huvudgren. Crossley var en pionjär inom damidrott, hon blev guldmedaljör vid den andra ordinarie damolympiaden 1926.

## Biografi
Daisy Crossley föddes i Storbritannien, i friidrott tävlade hon främst i gångdistanser.
Den 19 juni 1926 blev hon brittisk mästare i gång 880 yards/1000 meter vid tävlingar på Stamford Bridge i London, segertiden var även världsrekord. Senare samma år förbättrade hon rekordet vid tävlingar i Paris.
Crossley deltog sedan i den andra ordinarie damolympiaden 27–29 augusti 1926 i Göteborg, under idrottsspelen vann hon guldmedalj i gång 1000 meter före franska Albertine Regel. Tävlingen hade endast 2 deltagare.
Senare gifte hon sig och drog sig tillbaka från tävlingslivet.